# Minami (Sapporo)
Minami o Minami-ku (南区) és un dels deu districtes de la ciutat de Sapporo, Hokkaido, al Japó. El nom del districte vol dir en català literalment "Sud", indicant així la seua posició a la geografia de la ciutat. Minami-ku és el districte més gran de la ciutat en extensió, ja que amb els seus 657,23 km² ocupa el 60 percent del terme municipal de Sapporo. Tot i que forma part de la ciutat, encara avui és una àrea prou verge amb naturalesa i té diversos nuclis de població disseminats.

## Geografia

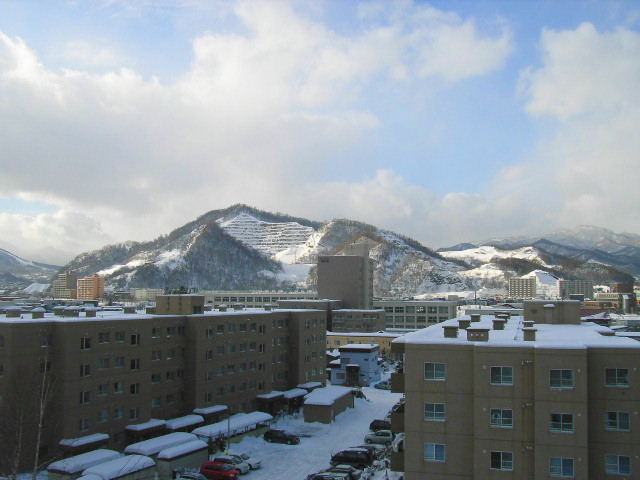
Mont Kōseki, des d'Ishiyama.

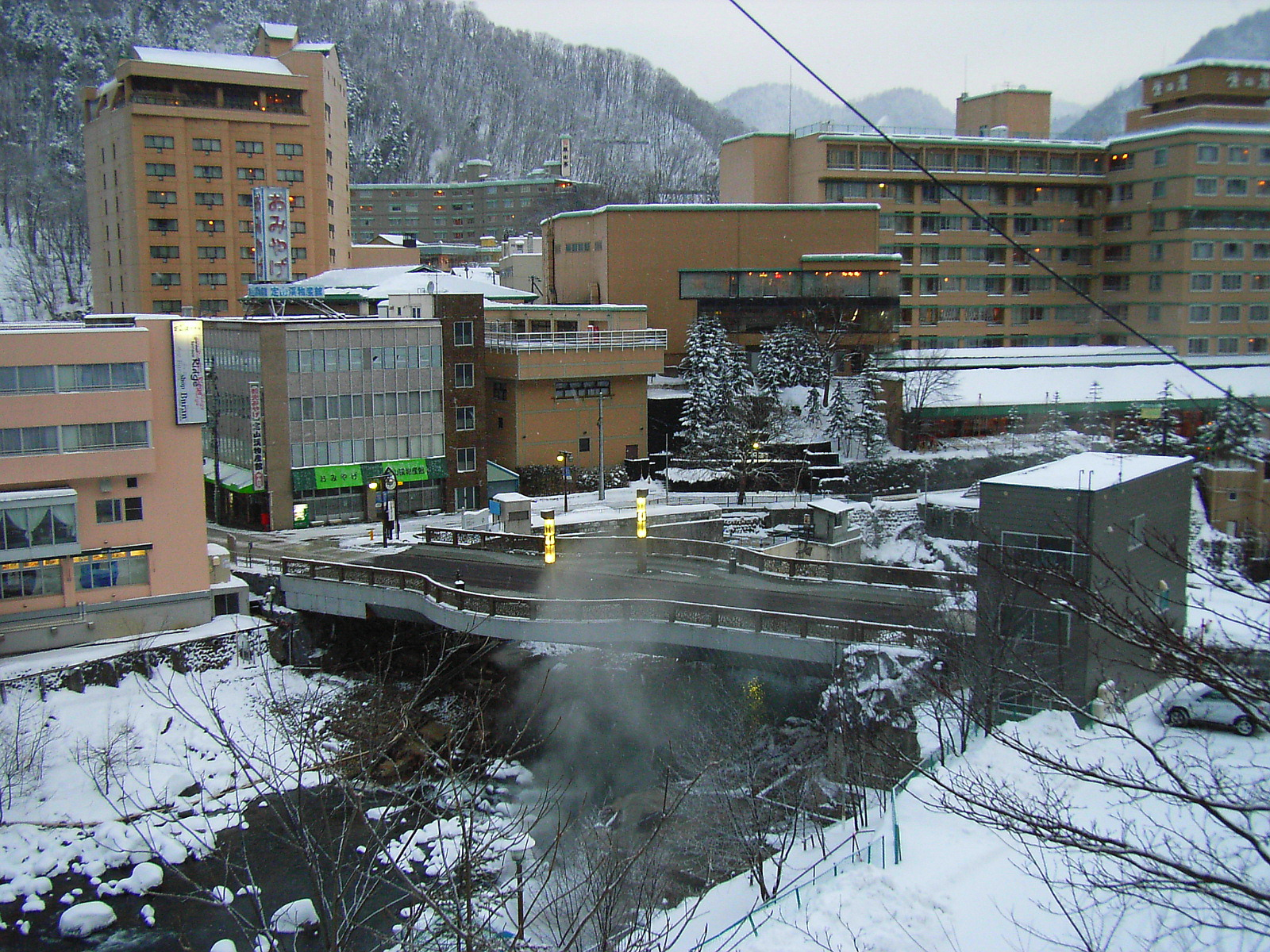
El riu Toyohira al seu pas per Jōzankei.

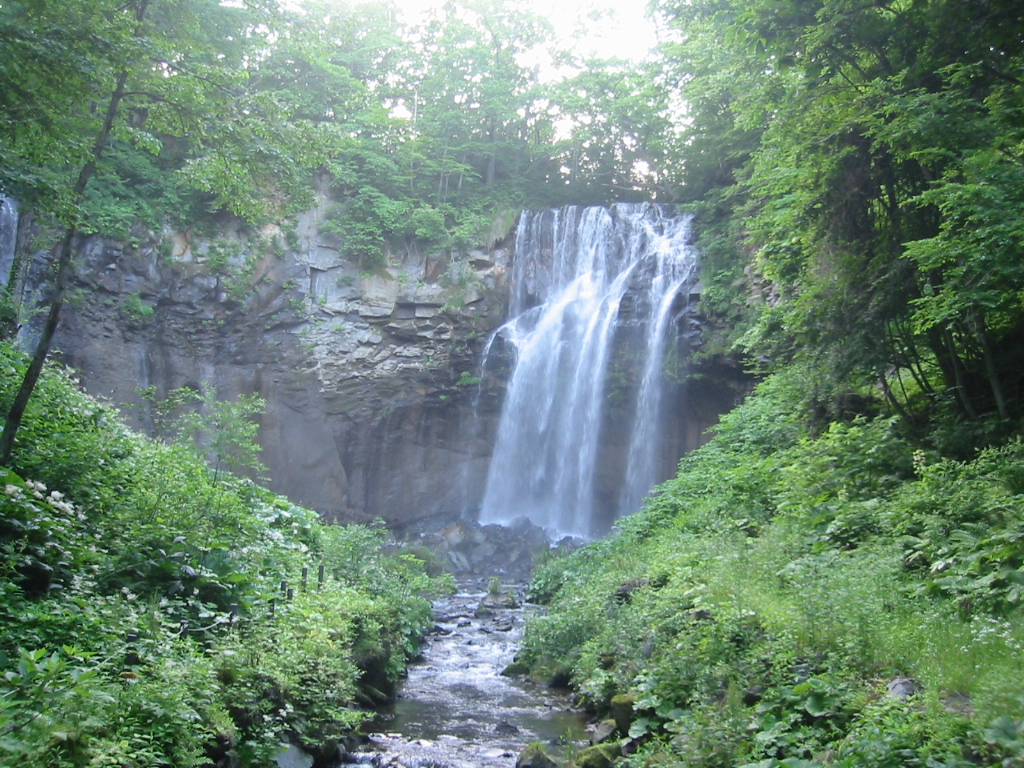
El sallent d'Ashiribetsu.

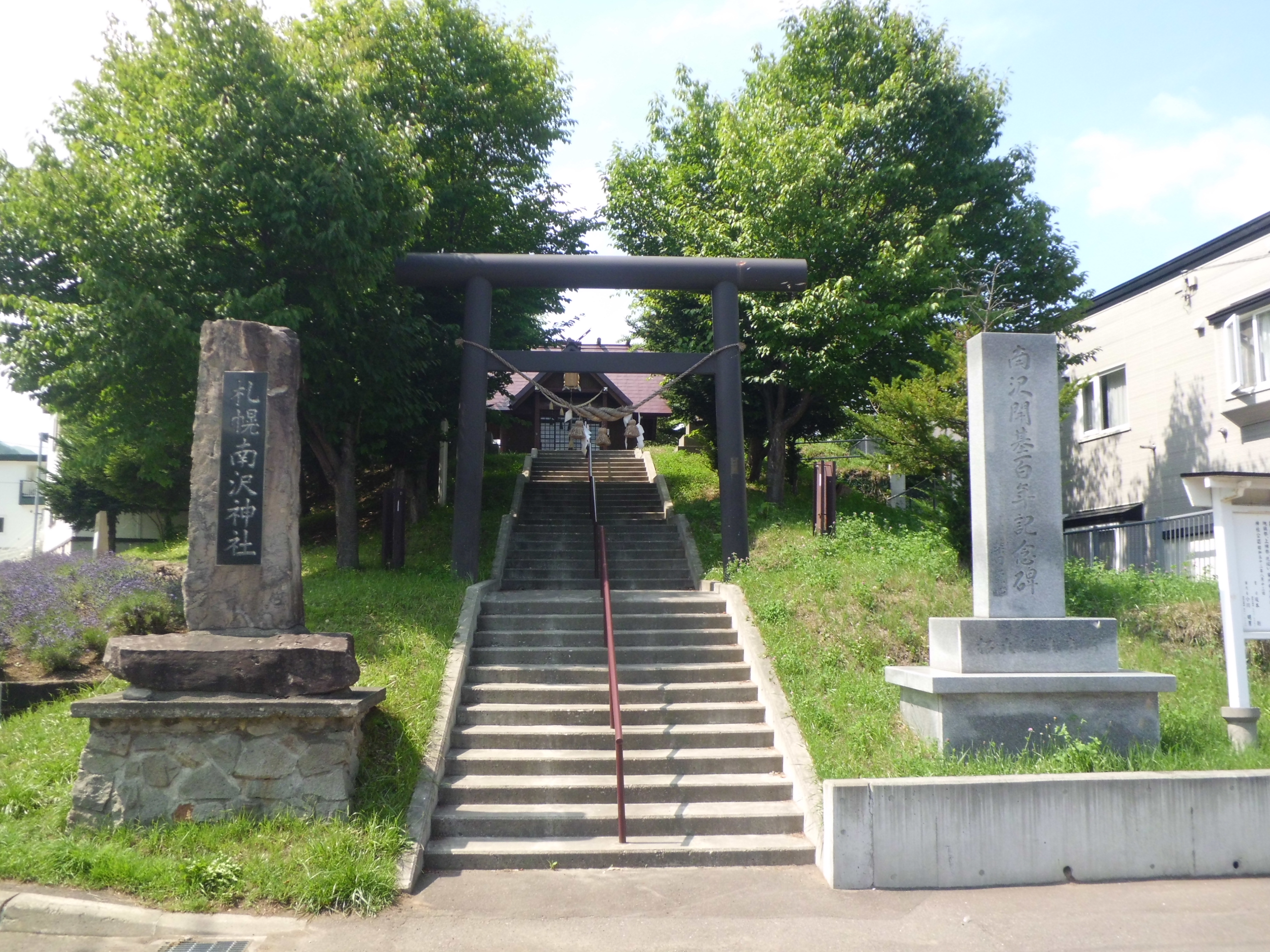
Santuari al barri de Minamisawa.

Minami-ku, com el seu nom indica, es troba a la zona sud de Sapporo, ocupant una gran àrea d'aquesta ciutat. L'àrea total del districte de Minami és de 657,23 km², sent el més gran de Sapporo. Minami-ku és una àrea poc urbanitzada i poblada, conservant grans zones de boscos, muntanyes i llacs que fan de la zona un lloc d'esplai per als ciutadans de Sapporo. Degut a això, al districte es troben fins a 17 muntanyes, inclòs el mont Yoichi, que amb 1488,1 metres és el pic més alt de la ciutat, i el Parc Nacional de Shikotsu-Tōya.
Geogràficament, Minami-ku limita amb els següents districtes i municipis: al nord, amb els districtes de Chūō, Toyohira, Kiyota, Nishi i Teine, tots al municipi de Sapporo i amb els municipis de Chitose, Otaru, Date, Eniwa, Kimobetsu, Kyōgoku i Akaigawa.

### Barris
| Nom              | Nom en japonés | Població |
| ---------------- | -------------- | -------- |
| Àrea Sud-Oest    | 南○条西        | ???      |
| Moiwa            | 藻岩山         | ???      |
| Moiwa Baix       | 藻岩下         | 553      |
| Kawazoe          | 川沿・川沿町   | 16.677   |
| Kitanosawa       | 北ノ沢         | 4.735    |
| Nakanosawa       | 中ノ沢         | 3.432    |
| Minamisawa       | 南沢           | 9.937    |
| Kōseki-Kataisha  | 硬石山         | ???      |
| Shirakawa        | 白川           | 65       |
| Takino           | 滝野           | 73       |
| Sumikawa         | 澄川           | ???      |
| Makomanai        | 真駒内         | ???      |
| Ishiyama         | 石山           | ???      |
| Tokiwa           | 常盤           | ???      |
| Geijutsu no Mori | 芸術の森       | ???      |
| Fujino           | 藤野           | ???      |
| Toyama           | 砥山           | ???      |
| Toishiyama       | 砥石山         | ???      |
| Masumai          | 簾舞           | 4.158    |
| Toyotaki         | 豊滝           | 649      |
| Koganeyu         | 小金湯         | ???      |
| Jōzankei         | 定山渓         | 1.148    |
| Minami-ku        | 南区           | 141.745  |

### Llocs d'interès
- Àrea de balnearis de Jōzankei.
- Parc de Makomanai: parc on es troba les pistes cobertes de les olimpíades de 1972 i el Makomanai Open Stadium a més del museu del salmó de Sapporo.
- Sapporo Art Park: parc públic amb una gran mostra d'art escultòric.
- Parc Monami: parc públic on es troben les restes de les antigues mines de la zona.
- Camp de les Forces d'Autodefensa del Japó a Makomanai.
- Campus de la Universitat municipal de Sapporo.

## Història

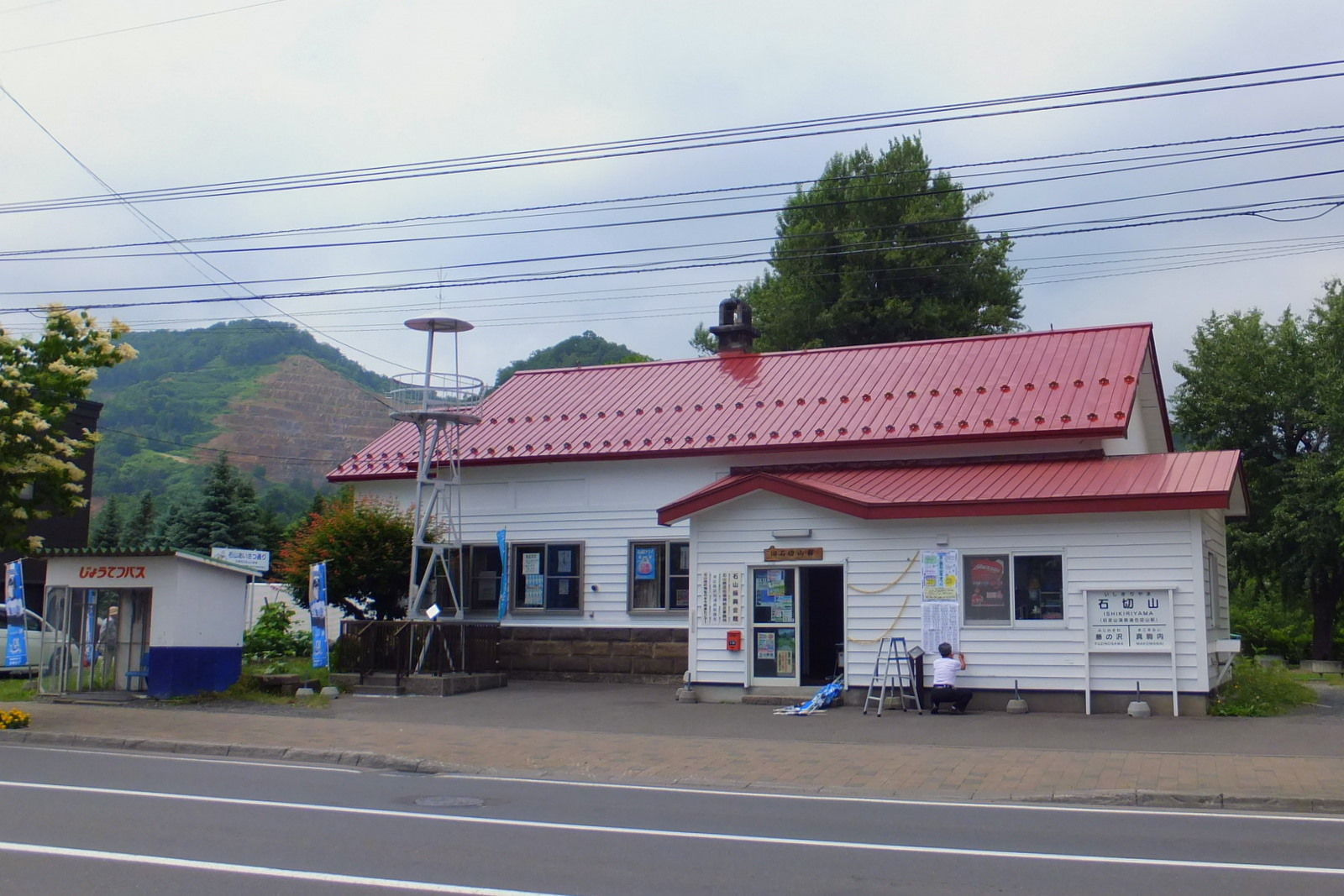
Antiga estació d'Ishikiriyama (Ferrocarril Jôzankei)

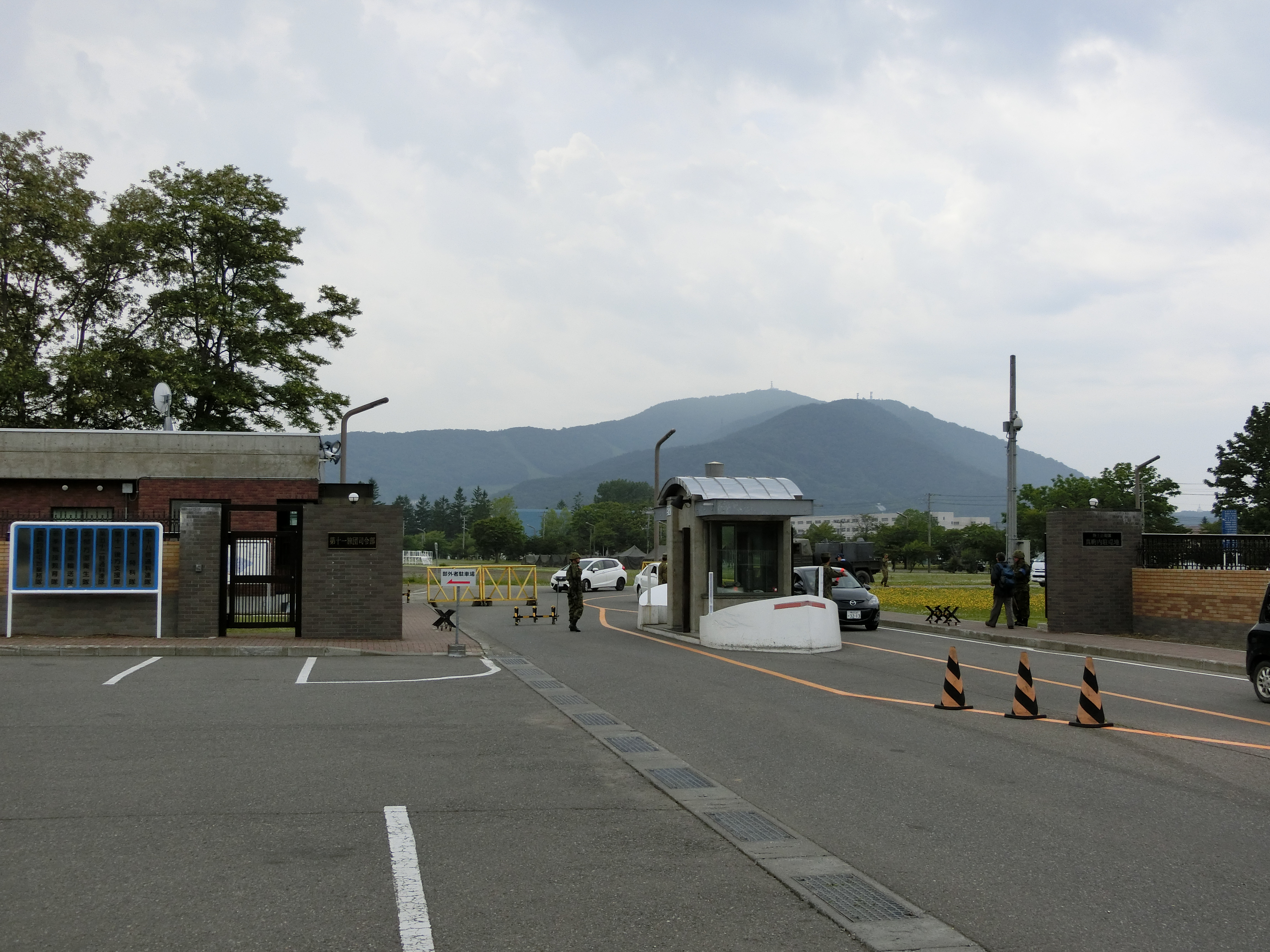
Entrada al camp de les forces d'autodefensa a Makomanai

L'àrea on ara es troba el districte de Minami ha sigut ben coneguda des de l'antiguitat per les aigües termals de Jôzankei i per les mines d'Ishiyama. Des del començament de la colonització de Hokkaido, moltes famílies de pioners es van establir a aquesta zona. El 1918 es va inaugurar el ferrocarril Jôzankei, el qual anava des de l'antic municipi de Shiroishi a Jôzankei passant per l'actual zona de Minami-ku. El 1946, després de la Segona Guerra Mundial, les forces d'ocupació estatunidenques van requisar terrenys i masies a la zona de Makomanai per construir unes instal·lacions militars anomenades Camp Crawford.
El 1955 les instal·lacions de Camp Crawford van ser transferides a les noves Forces d'Autodefensa del Japó, les quals van fer més gran aquest camp fent-lo una base seua. El 1969 es clausura la línia del ferrocarril Jôzankei oberta el 1918. El 1972, amb motiu dels Jocs Olímpics d'Hivern de 1972 celebrats a Sapporo, moltes competicions es van dur a terme a Minami-ku i la Vila Olímpica en concret va ser construïda al barri de Makomanai. El mateix any, Sapporo es converteix en ciutat designada per decret del govern i s'estableix per llei el districte de Minami o Minami-ku. També el 1972 s'inaugura el metro de Sapporo, obrint-se així les tres estacions amb les quals encara compta el districte. En el passat, la base militar de les forces d'autodefensa va servir com a lloc de celebració del Festival de la Neu de Sapporo, tot i que ara, ja no es fa en aquest lloc.

## Política

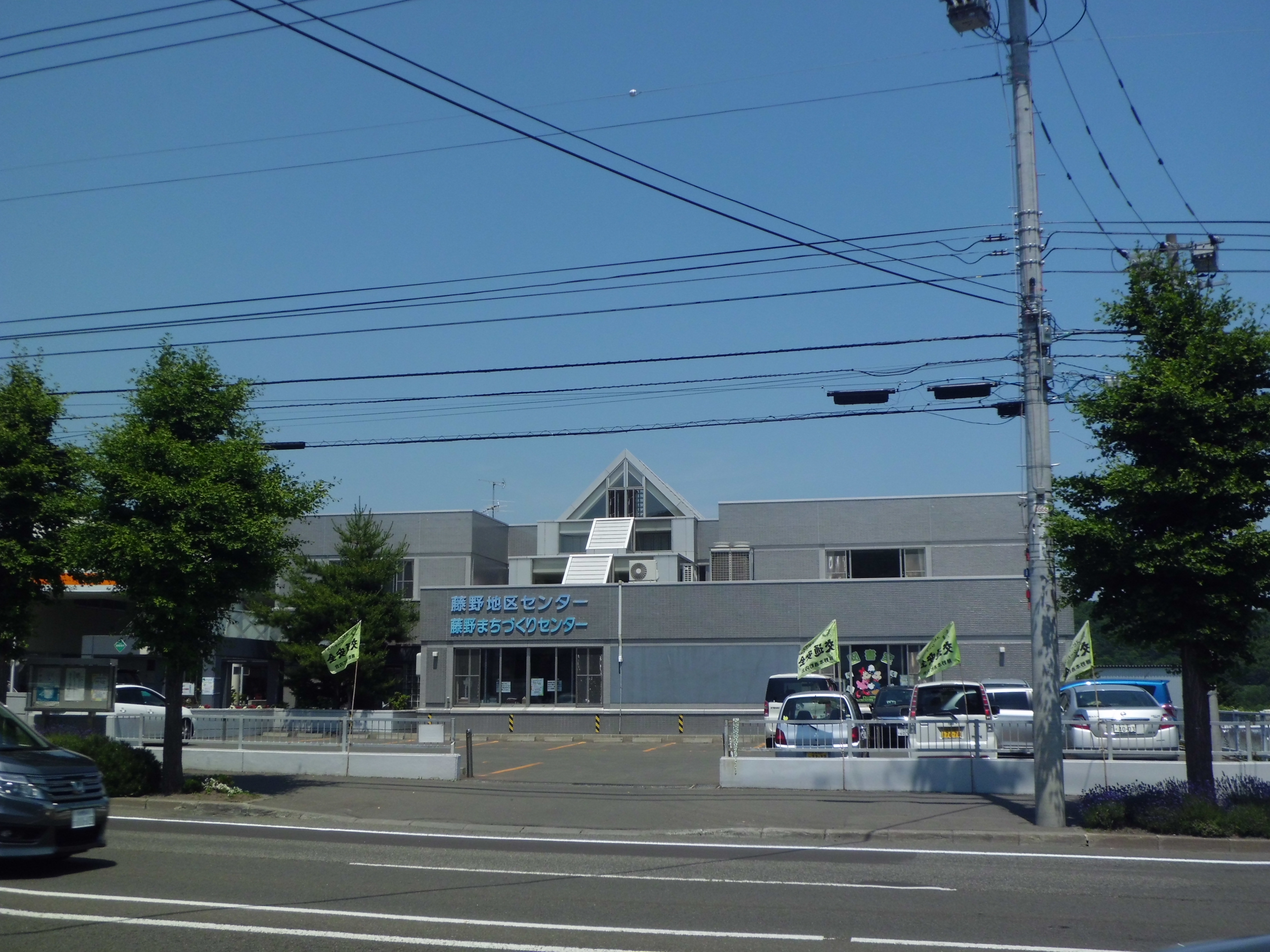
Branca de l'ajuntament del districte al barri de Fujino.

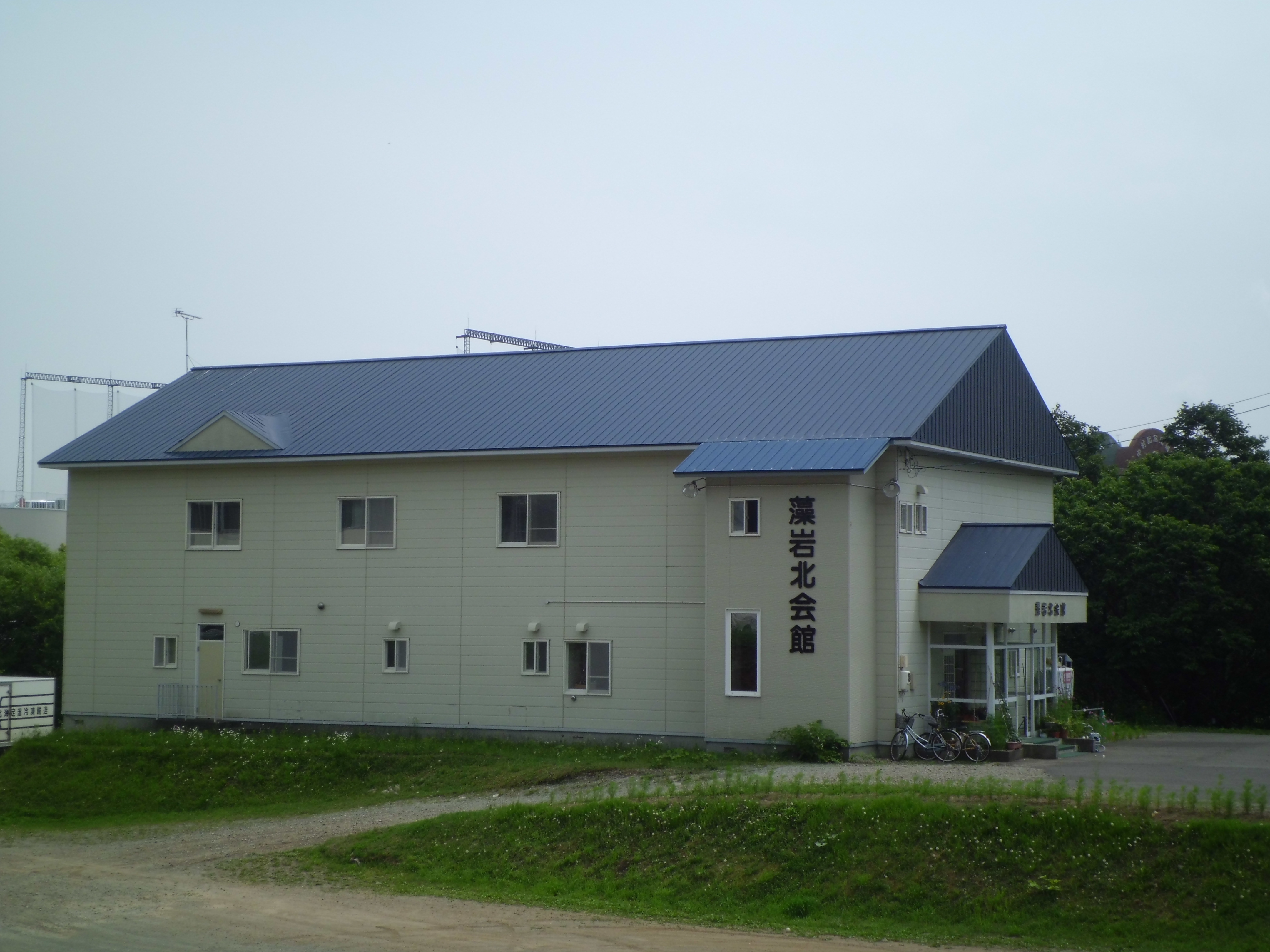
Saló d'actes al barri de Moiwa nord.

L'Ajuntament de Sapporo té una branca a tots els districtes, i entre d'ells, el de Minami-ku. Si bé, aquesta branca municipal i l'estatus polític i administratiu del districte no es pot comparar al dels 23 districtes especials de Tòquio.
Aquesta branca de l'ajuntament de Sapporo presta als veïns del districte de Minami els mateixos serveis que el propi ajuntament, però sense la necessitat de desplaçar-se fins al centre (la seu central de l'ajuntament es troba al districte de Chūō).
A les eleccions municipals de 2019 els habitants del districte de Minami van triar els següents representants a la cambra municipal de Sapporo:
| Partit | Partit                           | Partit | Regidors |
| ------ | -------------------------------- | ------ | -------- |
|        | Partit Liberal Democràtic        | PLD    | 2 / 6    |
|        | Partit Democràtic Constitucional | PDC    | 2 / 6    |
|        | Kōmeitō                          | KMT    | 1 / 6    |
|        | Partit Comunista del Japó        | PCJ    | 1 / 6    |
|        | Escons vacants                   |        | 0 / 6    |

## Transports

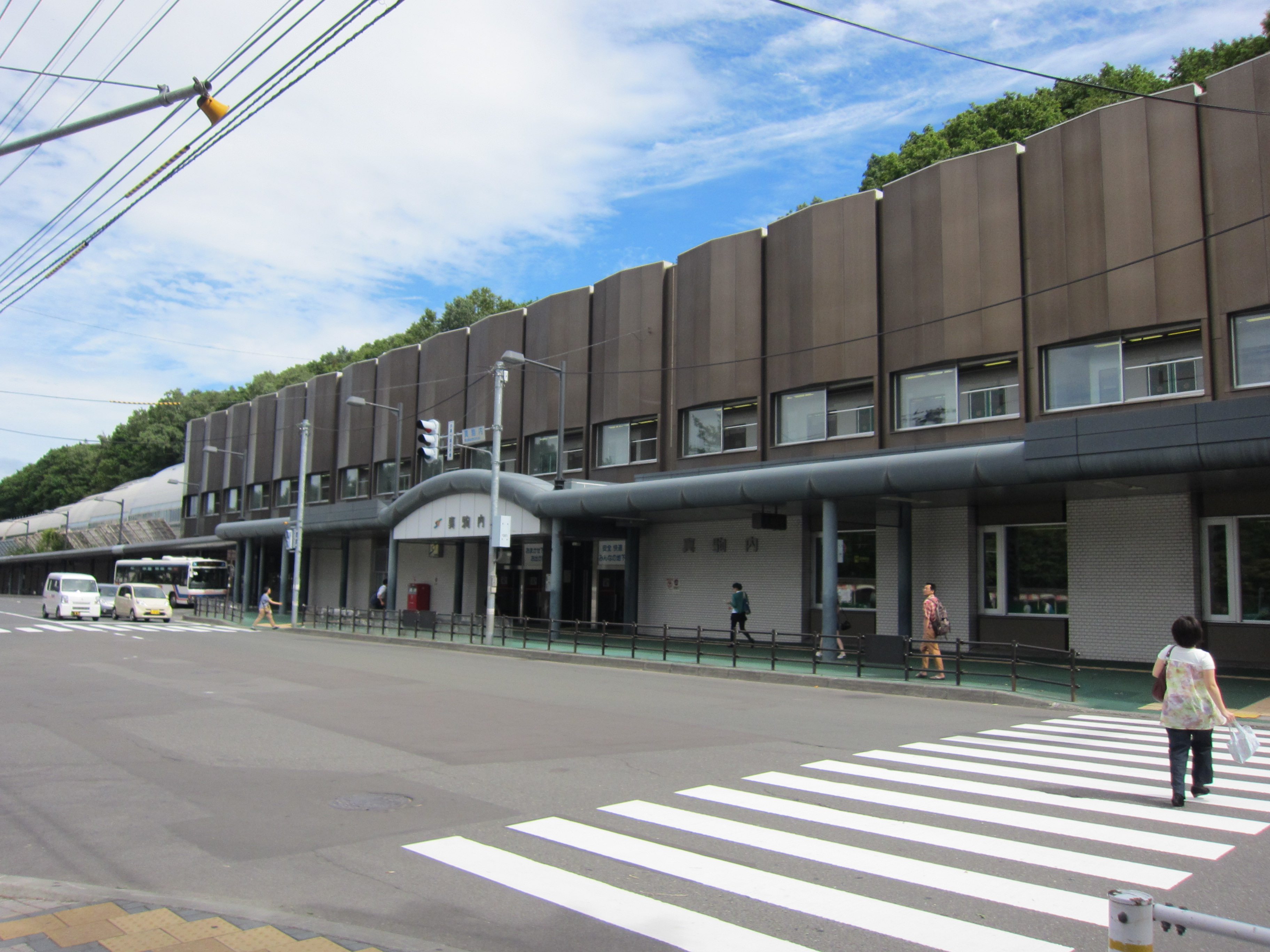
Estació de Makomanai, a Makomanai.

### Ferrocarril
- Metro de Sapporo, Línia Nanboku:
  - Estació de Sumikawa
  - Estació Jieitai-Mae
  - Estació de Makomanai

### Bus
Diverses companyies privades presten servei a la zona, com Jotetsu Bus, Hokkaido Chuo Bus, Sapporo Bankei i Donan bus.